# 2021 dans la police
Cet article présente les faits marquants de l'année 2021 dans la police.

## Évènements
- 19 mai : Manifestation de policiers à Paris, devant l'Assemblée Nationale[1].
- 29 septembre : Mort de François Vérove, violeur et tueur en série français, policier et ancien gendarme.